# Xenostegia tridentata
Xenostegia tridentata är en vindeväxtart som först beskrevs av Carl von Linné, och fick sitt nu gällande namn av Coe Finch Austin och Staples. Xenostegia tridentata ingår i släktet Xenostegia och familjen vindeväxter.

## Underarter
Arten delas in i följande underarter:
- X. t. alatipes
- X. t. angustifolia
- X. t. tridentata
- X. t. pubescens

## Bildgalleri

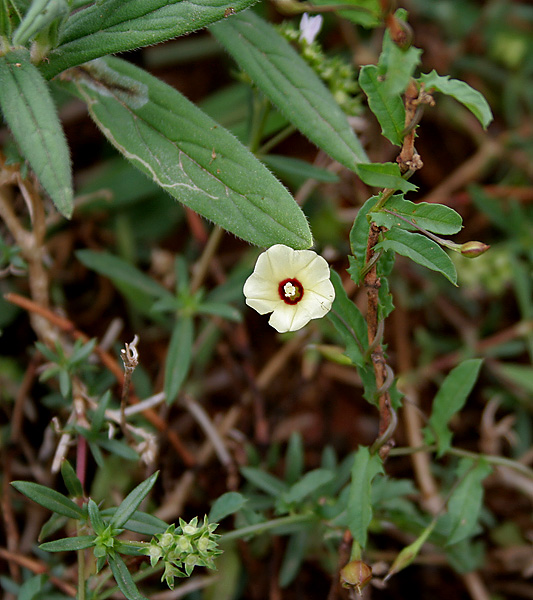
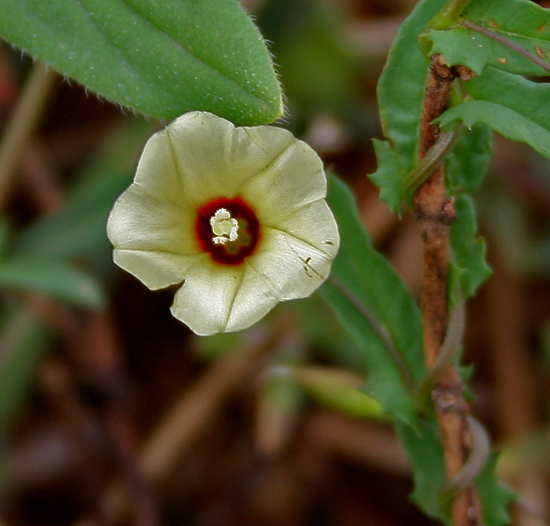
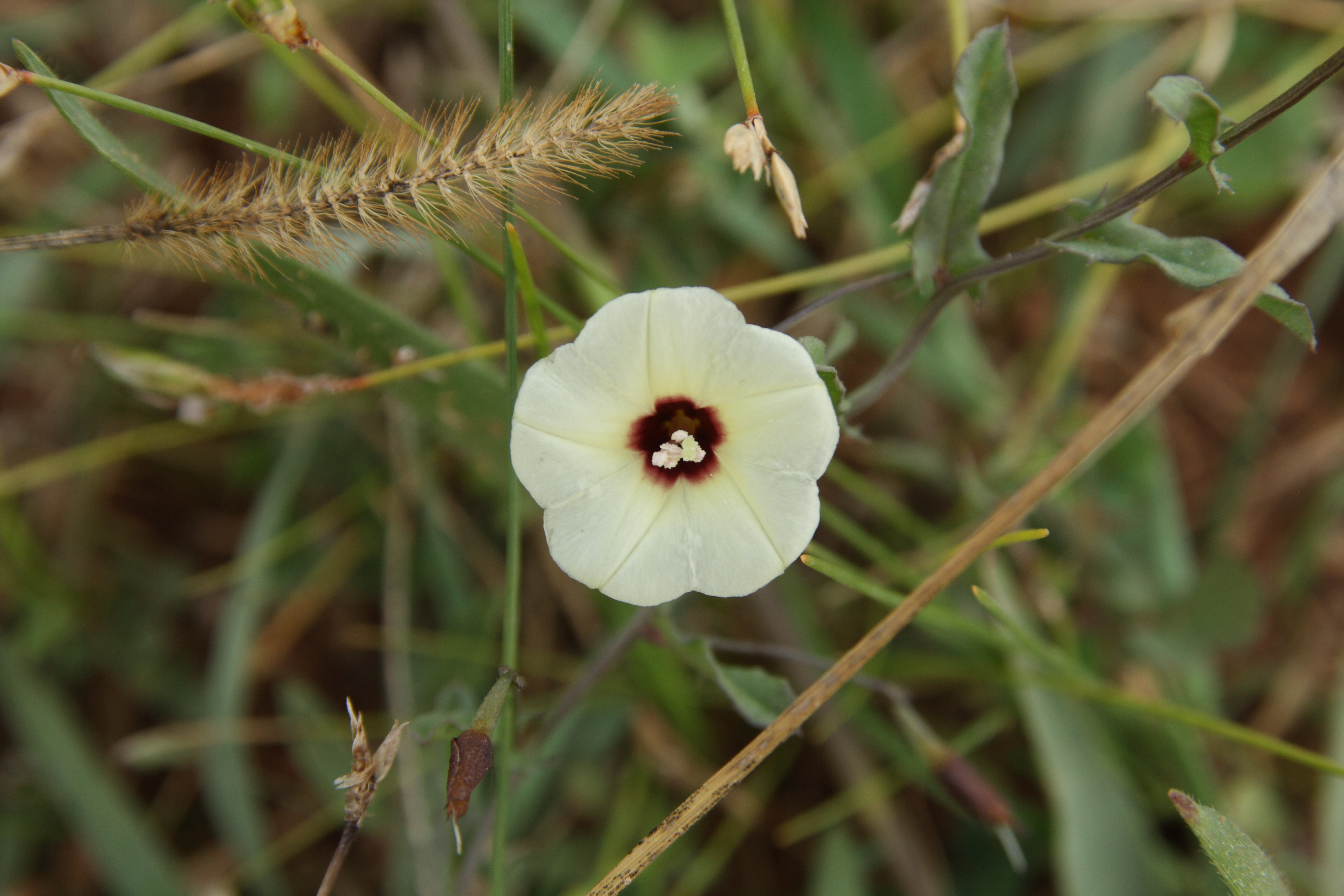
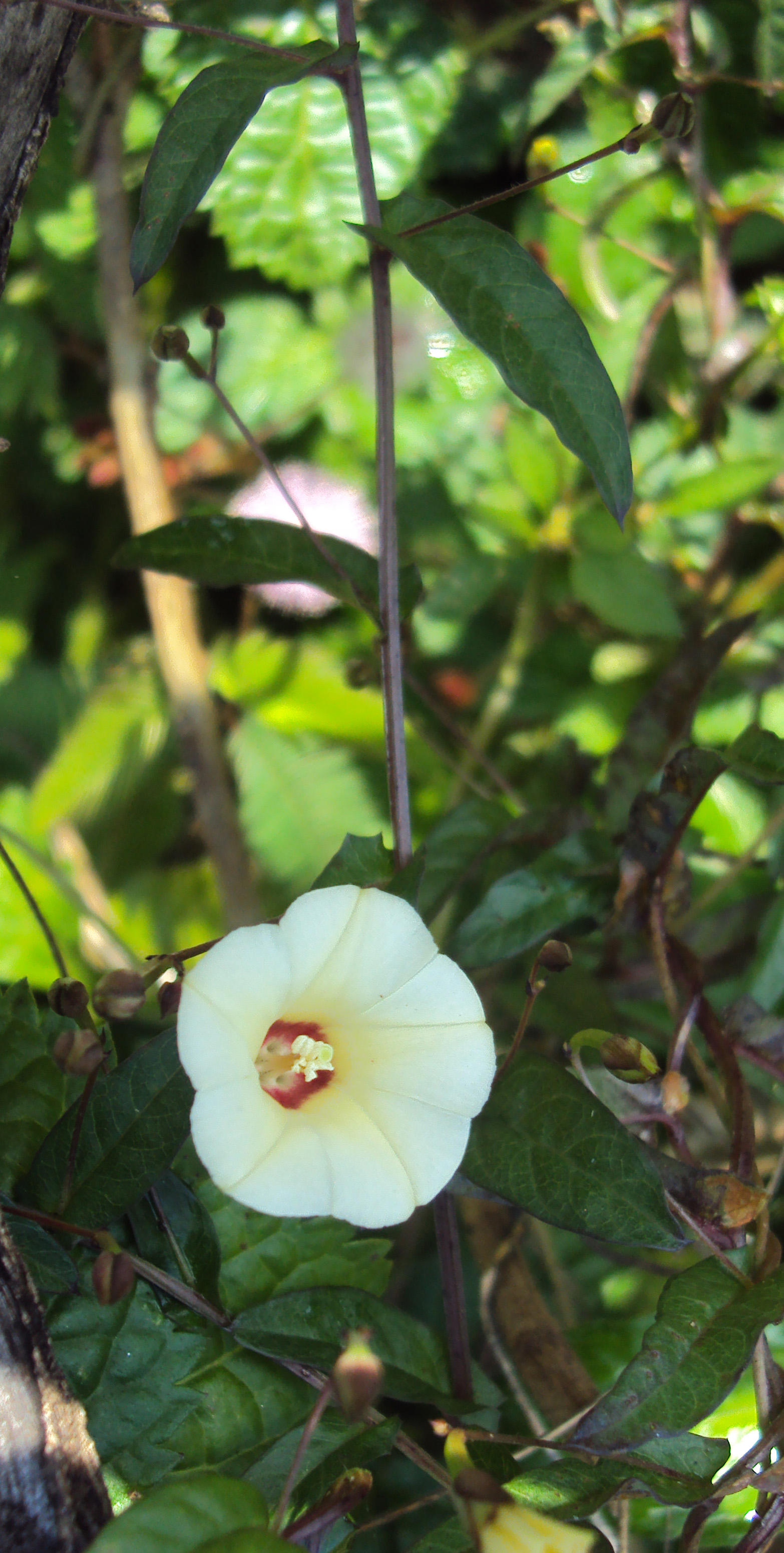
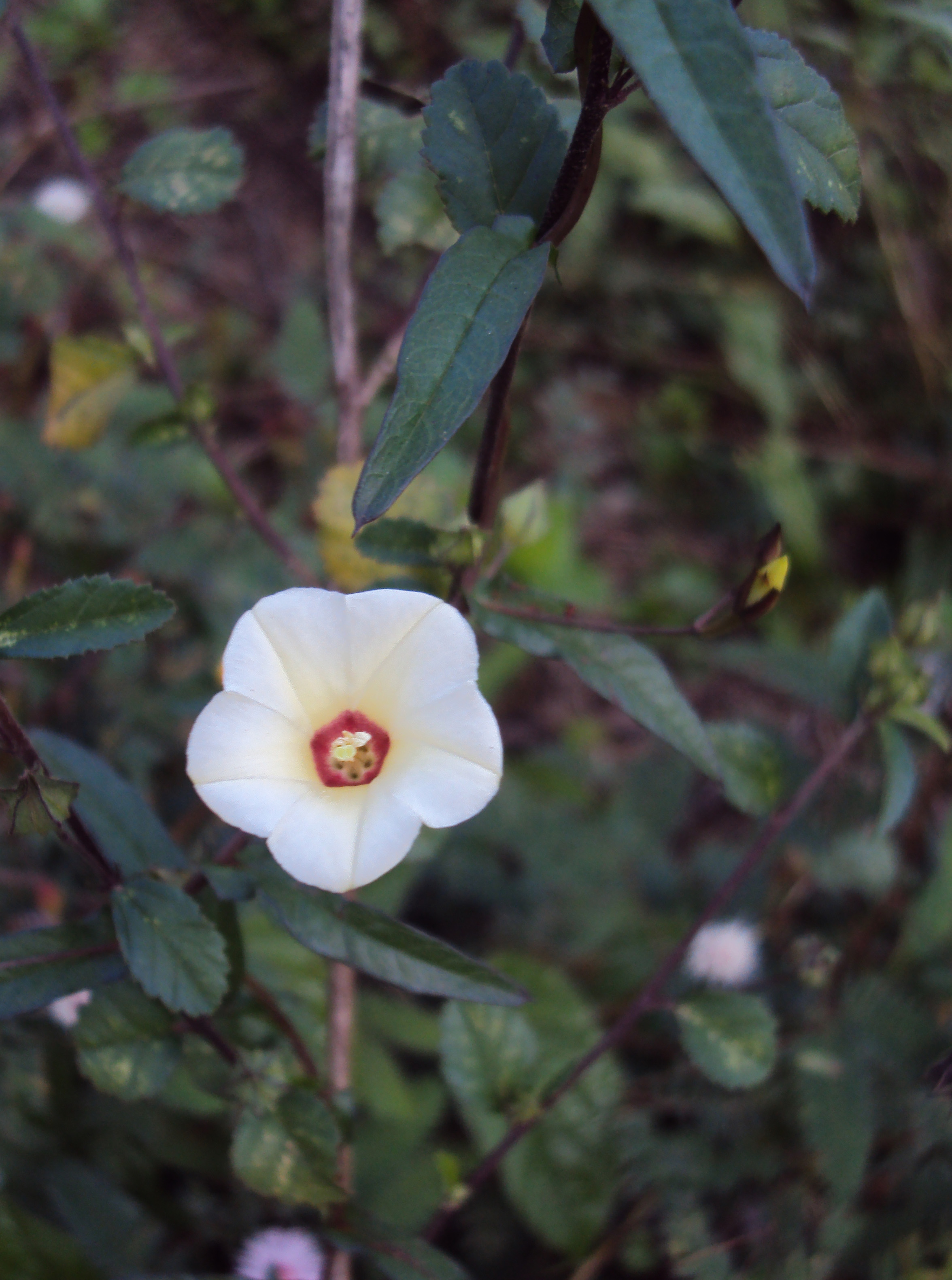
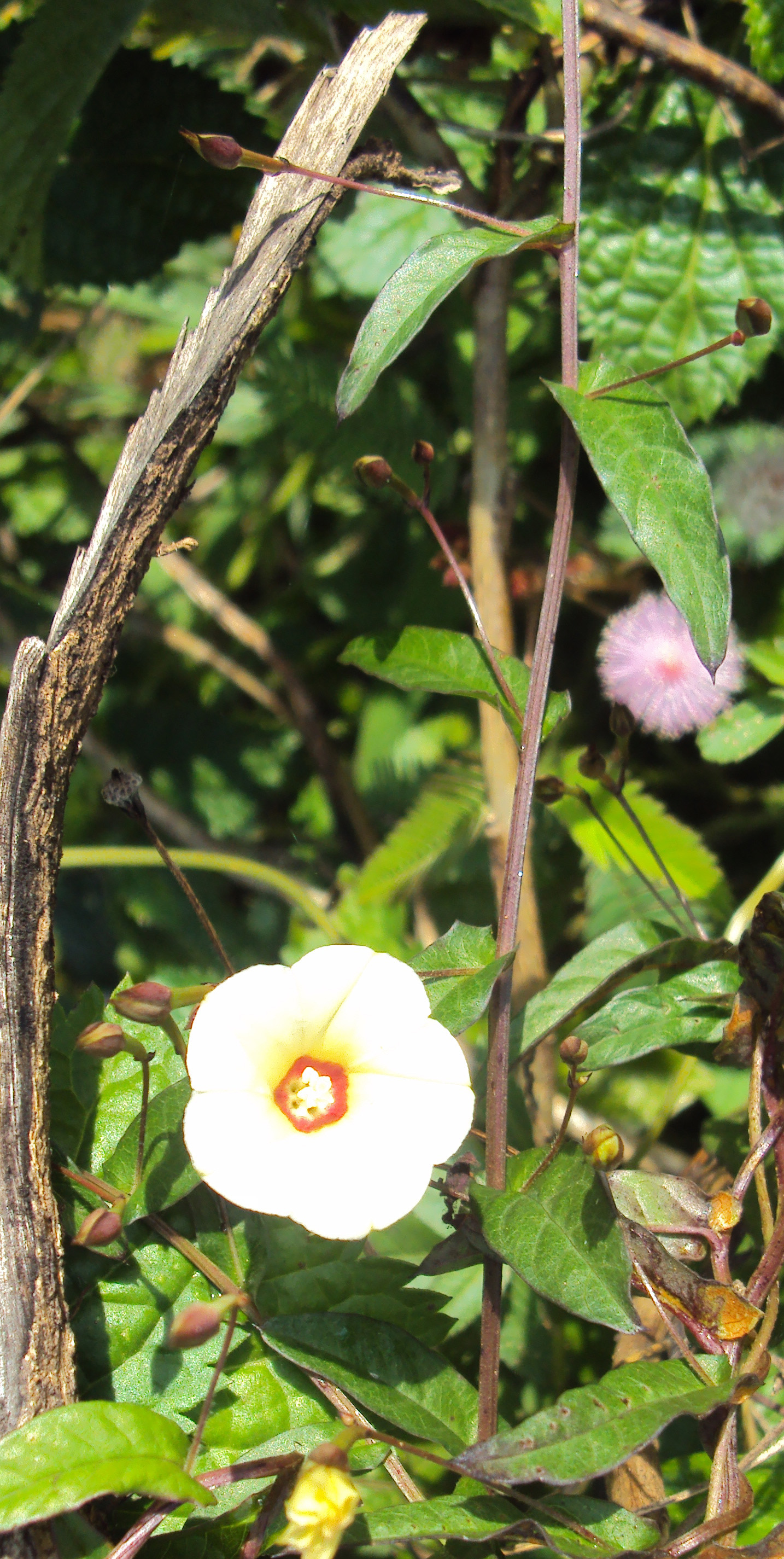